# Верхній Струтинь
Ве́рхній Стру́тинь — село в Україні, у Рожнятівській селищній громаді Калуського району Івано-Франківської області. Має статус гірського села.

## Географічне розташування
Село Верхній Струтинь розташоване за 65 км обласного центру, 7 км від адміністративного центру селищної громади та 10 км від міста Долина, у західній частині Івано-Франківської області, на обох берегах річки Чечви — найбільшої лівої притоки найчистішої річки Європи Лімниці. В селі наявні поклади торфу і кухонної солі.

## Історія
Село Верхній Струтинь — одне з найдавніших поселень Прикарпаття. Його виникнення, як і сусідньої Долини, пов'язано з розробкою родовищ кухонної солі. За часів Галицько-Волинської держави укріплення на горі Сокіл було складовою частиною оборонної системи короля Данила. Ще й досі збережені залишки цих оборонних споруд: вали, рови, перегати.
У 1340 році був отруєний останній галицький князь Юрій ІІ (з походження князь мазовецький Болеслав Тройденович). Через деякий час після цього Галичина потрапила під владу чужих володарів. У другій половині XIV століття землі Верхнього Струтина та всього Прикарпаття були загарбані поляками. З їх приходом все значно змінилось. Бажаючи обперти свою владу в регіоні на певному елементі для того, щоб полегшити державний тягар по обороні прилучених земель, польський король Казимир ІІІ і його наступники підтверджували чи надавали земельні володіння руським боярам і особам інших національностей. До дуже ранніх належать надання лицарським родам гербу Сас. Перші з них отримують від короля Казимира ІІІ у 1359 році привілей на Риботичі в Перемишльській землі, а вже у 1378 році силезьким князем Володиславом Опольським, де-факто намісником польської корони в Руському королівстві, був наданий привілей на землі Струтина. Цей документ підтверджував земельні володіння з відповідним наданням шляхетства. По суті даний привілей є першою письмовою згадкою про село. Привілей Струтинським вказує на те, що у XIII—XV століттях село було значним серед наявних тоді поселень. Для порівняння на теренах теперішнього Рожнятівського району відповідні привілеї, крім Струтина, отримали ще у Креховичах (1386), Сваричеві (1387), Брошневі (1414) та Рожнятові.
Рід Струтинських складався з багатьох родин. До них відносять такі прізвища: Берлич, Боркович, Дашкович, Ілітич, Калинович, Ковалевич, Павлович, Проташевич, Завадцік.
У податковому реєстрі 1515 року в селі Верхній Струтинь (Strutyn Superior) задокуменовано 1 лан (близько 25 га) оброблюваної землі.
З XV століття Долина стає центром староства. Землі Струтина стали його складовою. Підтвердження цього знаходимо у рукописі Оссолінських, де є згадка, що за часів Речі Посполитої Струтин належав до коронних (державних) дібр (земель) Долинського староства Жидачівського повіту. У XVI—XVII століттях на Долину неодноразово нападали татарські орди. Найбільш спустошливими були походи 1520, 1524, 1584 років та особливо 1594 року. Не обминали татари і навколишні села.
Помітний слід в історія Струтина залишив рід Мазаракі грецького походження. Перший відомий нам представник цього роду був Петро Мазаракі. Відомо, що він жив у XV столітті в Османській імперії і мав титул князя. Мазаракі, як зрештою всі греки, були православними християнами і з приходом турків-османів у 1453 році їхнє становище погіршилось. Ті, хто не хотіли змиритися з наступом мусульманства шукав кращої долі на чужій землі. Так Мазаракі опинилися у Львові, де були купцями. Тут вони сильно розбагатіли — на львівському ринку їм належав великий кам'яний будинок, побудований зі «статуями та іншими прикрасами» який називали «Королівським будинком». Його збудував правнук Петра Мазаракі — Христофор (пом. 1641 року), який був одним з найбагатших купців Львова. У Христофора був син Іван Мазаракі. Про нього маємо вже більше відомостей. Як і його предки, Іван Мазаракі був ревним поборником православ'я. Свідченням цьому є те, що він у 1666 році записався в члени Львівського православного братства, а згодом став його головуючим.
За часів Богдана Хмельницького Іван Мазаракі переїхав на службу до козацького гетьмана. Тут він посів значне положення, бо виконував важливі доручення (Іван Мазаракі був послом Михайла Вишневецького до татарського хана). За добру службу, на сеймі 7 лютого 1658 року, завдяки представленню гетьмана Івана Виговського (який за Гадяцьким договором залишав за собою представляти до нобілітації найбільш заслужених козаків), Іван Мазаракі, разом зі Сомком, Золотаренком, Лесницьким і деякими іншими знатними старшинами отримали нобілітацію, тобто стали шляхтичами. Сам король Ян Казимир Ваза вручав йому індегинат. Після цього він надалі продовжує свою службу.
З невідомої причини Іван Мазаракі був двічі одружений. Невідомо про його першу дружину — Теодора Алевізі. Можливо вона померла і Іван одружився вдруге. Його жінкою стала Анна Берлич Струтинська. З цього часу Іван Мазаракі став володіти деякими землями Струтина. Він став основоположником львівсько-струтинської лінії роду Мазаракі, бо від першого шлюбу в нього не було дітей, зате від другого аж шестеро.
За часів Івана Мазаракі в Струтині розпочалось будівництво церкви. Цілком ймовірно, що це було зроблено за його сприяння, адже для цього були потрібні значні кошти, які міг мати лише багатий шляхтич. Як і в які терміни проводилось її будівництво, нам не відомо. Проте відомо, що 26 квітня 1678 року сюди був направлений священник Теодор. До цієї дати церква вже точно була збудована. Більше всього, що її будівництво завершилось ще скоріше. Ділянку неподалік від церкви почали використовувати як цвинтар, але до цього часу він не зберігся. 
У 1786 р. в селі було 143 хати і 840 мешканців.
Церква простояла понад дві сотні років. За цей час населення Струтина значно зросло і постала необхідність побудови нової церкви. Коли це було зроблено, потреба в старій церкві відпала і близько 1906 року її розібрали. З цим пов'язаний один цікавий факт. Очевидці стверджують, що коли церкву розібрали то під підлогою була труна. Цілком можливо, що в ній лежав Іван Мазаракі. В той час у церквах ховали людей, які були її меценатами і завдяки кому вона була збудована. Це лише припущення, хоча безперечно, труна простояла тут від того часу, коли церква була збудована. За дві сотні років дерево так струхлявіло, що при дотику розпадалось.
У 1865 році село охопила епідемія холери. Про елементарну лікарську допомогу не було й мови. Люди масово вмирали. Про число жертв судити важко. Як стверджували очевидці цих подій, мертві тіла збирали по селу і щодня підводами відвозили до урочища «Коцірка», де їх ховали у спільній могилі. За деякими даними в селі залишилось лише 17 родин, які дивом врятувалися (їхньому виживанню сприяло те, що вони пили прокип'ячену воду, в якій не було інфекції).
З 1940 року село перебувало в складі Рожнятівського району.
12 червня 2020 року, відповідно з розпорядженням Кабінету Міністрів України № 714-р «Про визначення адміністративних центрів та затвердження територій територіальних громад Івано-Франківської області», село увійшло до складу новоутвореної Рожнятівської селищної громади Рожнятівського району.
19 липня 2020 року, в результаті адміністративно-територіальної реформи та ліквідації Рожнятівського району, село увійшло до складу новоутвореного Калуського району.

## Населення

### Мова
Розподіл населення за рідною мовою за даними перепису 2001 року:
| Мова       | Кількість | Відсоток |
| ---------- | --------- | -------- |
| українська | 1903      | 99.79%   |
| російська  | 4         | 0.21%    |
| Усього     | 1907      | 100%     |

## Об'єкти соціальної сфери
- Сільська рада
- Відділення зв'язку
- Амбулаторія
- Народний дім та місця відпочинку.

## Відома особа
Уродженець села
- Рудий Іван (псевдо: «Орлич») — провідник ОУН Калущини[7][8][9].